# 和仁親宗
和仁 親宗（わに ちかむね、? - 1587年12月?）は、戦国時代の武将。兄に和仁親実がいる。通称は勘解由。

## 生涯
肥後国人・和仁親続の三男あるいは四男とされる。親続とオランダ人の女性との間に生まれたという伝承をもつ。生年は明らかでないが、父・親続の主君である大友義鎮が、宴会の席の余興で、自身がポルトガル人から献上されていたオランダ人女性を親続に下賜し、側女に勧めたとの伝承があるので、1550年代以降の事であろう（義鎮が大友家の家督を相続して南蛮貿易を行ったのが1550年以降のため）。この南蛮人と伝わる女性が本当にオランダ人かは確かめようが無いが、ポルトガル人や義鎮からは「贈呈品」として扱われている事から、どのような出自にせよ極めて低い扱いであったことがわかる。この母は親宗の幼い頃に死去したという。
親宗は異相で顔が赤く、目は光輝き、高身長で力強かったとされる。その風貌から「人鬼」とも呼ばれていたという。だが、1587年の肥後国人一揆で和仁一族は窮地に追いやられ、親宗は和仁一族の根拠地である田中城を落とされての敗走中に母の墓に向かう途中で行方不明となったとされる。あるいは、墓の前で一族の後を追って自害したともされる。